# Beatriz de Bar
Beatriz da Lotaríngia, ou Beatriz da Alta Lorena, também conhecida como Beatriz de Bar (1017 - Pisa, 18 de abril de 1076), foi uma Marquesa consorte da Toscana, e regente da Toscana entre a morte do seu primeiro marido, a 6 de maio de 1052 e a sua morte. Foi ainda, pelo seu segundo casamento, Duquesa da Baixa Lorena.

## Família e primeiros anos
Beatriz era filha de Frederico II da Alta Lorena, filho de Teodorico I da Alta Lorena e Matilde da Suábia, filha de Hermano II da Suábia e Gerberga de Borgonha. Pertencia assim à Casa de Ardenas-Bar. Beatriz era irmã de Sofia de Bar, Condessa de Montbéliard e Frederico III da Alta Lorena. Após a morte dos pais (o pai faleceu em 1026 e a mãe em 1034), Frederico sucedeu ao pai na Alta Lorena e as irmãs foram viver com a tia, a Imperatriz Gisela da Suábia, que as adotou.

## Primeiro casamento

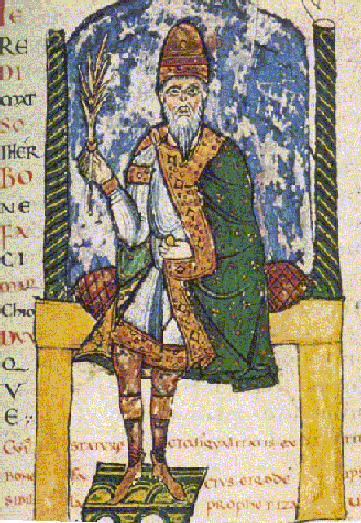
Representação de Bonifácio de Canossa na obra Vida de Matilde (Vita Mathildis), que conta a história da sua filha, Matilde de Canossa e da sua família.

O tio, o imperador Conrado II da Alemanha precisava fortalecer as suas alianças com a Itália. Assim, em c. 1037, casou Beatriz com o seu maior aliado em terras italianas, o marquês Bonifácio IV de Toscana, pertencente à Casa de Canossa, uma das famílias mais poderosas da Itália do século XI. Bonifácio era filho de Tedaldo de Canossa e Vila de Espoleto, tendo herdado do pai o Ducado de Espoleto, e as terras de Módena, Ferrara, Régio, Bréscia e Mântua, e da mãe o Marca da Toscana. Beatriz casava-se assim com um homem poderoso, que controlava quase todo o Norte Italiano. Alguém nesta posição era vantajoso para Conrado, pois através de Bonifácio controlava também ele o Norte de Itália. Bonifácio já havia sido casado com Riquilda de Bérgamo, que falecera em 1034 sem lhe dar qualquer descendente que o pudesse suceder em todos os seus domínios. Beatriz contava então com vinte anos e Bonifácio com 52 anos. O matrimónio foi celebrado em Morengo, onde o casal passou os três meses seguintes. O casal teve descendência, o que muito favoreceu a posição de Beatriz na Toscana, apesar do seu pequeno papel político.
Bonifácio tentou restringir os direitos dos seus vassalos, desobedecendo assim ao seu próprio suserano, o Imperador Henrique III da Alemanha, que é suspeito de ser conivente no seu assassinato a 6 de maio de 1052, durante uma caçada, provavelmente vítima de uma seta envenenada.

## A regência da Toscana e o segundo casamento

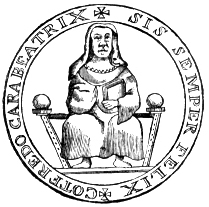
Desenho linear do selo de Beatriz por Ludovico Antonio Muratori (1738). O selo original, em cera, continua anexado ao subsídio de Beatriz para a igreja de São Zenão em Verona, em 1073. Em torno do selo inscrevem-se estas palavras: SIS SEMPER FELIX, COTFREDO CARA BEATRIX (Beatriz, querida de Godofredo, que sejas sempre feliz).

### O governo de Frederico
Após o assassinato de Bonifácio, o filho, Frederico, ascendeu ao trono. Como era, porém, menor de idade (contava então com doze anos, a sua irmã Matilde com 6), Beatriz, viúva, exerceu a regência. Deste modo, para proteger o condado de ofensivas militares contra as quais não poderia batalhar, a viúva Beatriz casou-se novamente, desta vez com um primo, Godofredo III, Duque da Baixa Lorena, que era da Alta Lorena antes de se rebelar contra Henrique III, Sacro Imperador Romano-Germânico. O casamento ocorreu em 1053 ou 1054 na Igreja de São Pedro em Mântua, celebrado pelo próprio Papa Leão IX aquando do seu retorno de uma viagem que fizera à Alemanha. Durante esse tempo, a sua filha Matilde esteve noiva de Godofredo IV, Duque da Baixa Lorena, seu meio-irmão, filho de Godofredo III.
Henrique III, enfurecido pelo casamento de Beatriz com seu inimigo, viajou para Itália na primavera de 1055, chegando a Verona em abril e a Mântua duranta a Páscoa. Beatriz escreveu-lhe para lhe pedir passagem segura para que se pudesse explicar. Perante a concordância do Imperador, ela seguiu com Frederico, e com a sua mãe Matilde da Suábia, a irmã da avó do imperador, Gisela da Suábia, para Florença. A jovem Matilde foi deixada em Luca ou Canossa e pode ter passado os próximos anos entre os dois lugares sob a custódia do seu padrasto. Inicialmente, Henrique recusou-se a ver Beatriz, aprisionando-a em condições lamentáveis, enquanto Frederico foi tratado apropriadamente. Porém, este morreu em cativeiro. A morte de seu irmão fez de Matilde a única herdeira das vastas terras do seu pai, sob a proteção de seu padrasto.

### Os primeiros anos do governo de Matilde
Com sua esposa aprisionada, Godofredo retornou à Alemanha para provocar uma rebelião, mas Henrique levou consigo Beatriz. Alguns historiadores alegam que Beatriz estava desejosa de ver a sua terra natal. De qualquer forma, Godofredo e o seu aliado, Balduíno V da Flandres, forçaram o imperador a aceitar os termos de paz no meio da década de 1050 e assim, ele foi autorizado a voltar para Itália e administrar as terras da sua enteada. Henrique morreu logo após e o conselho presidido pelo Papa Vítor II em Colónia formalmente restaurou Godofredo na corte imperial. Ele e Beatriz regressaram a Itália naquele ano.

## Morte

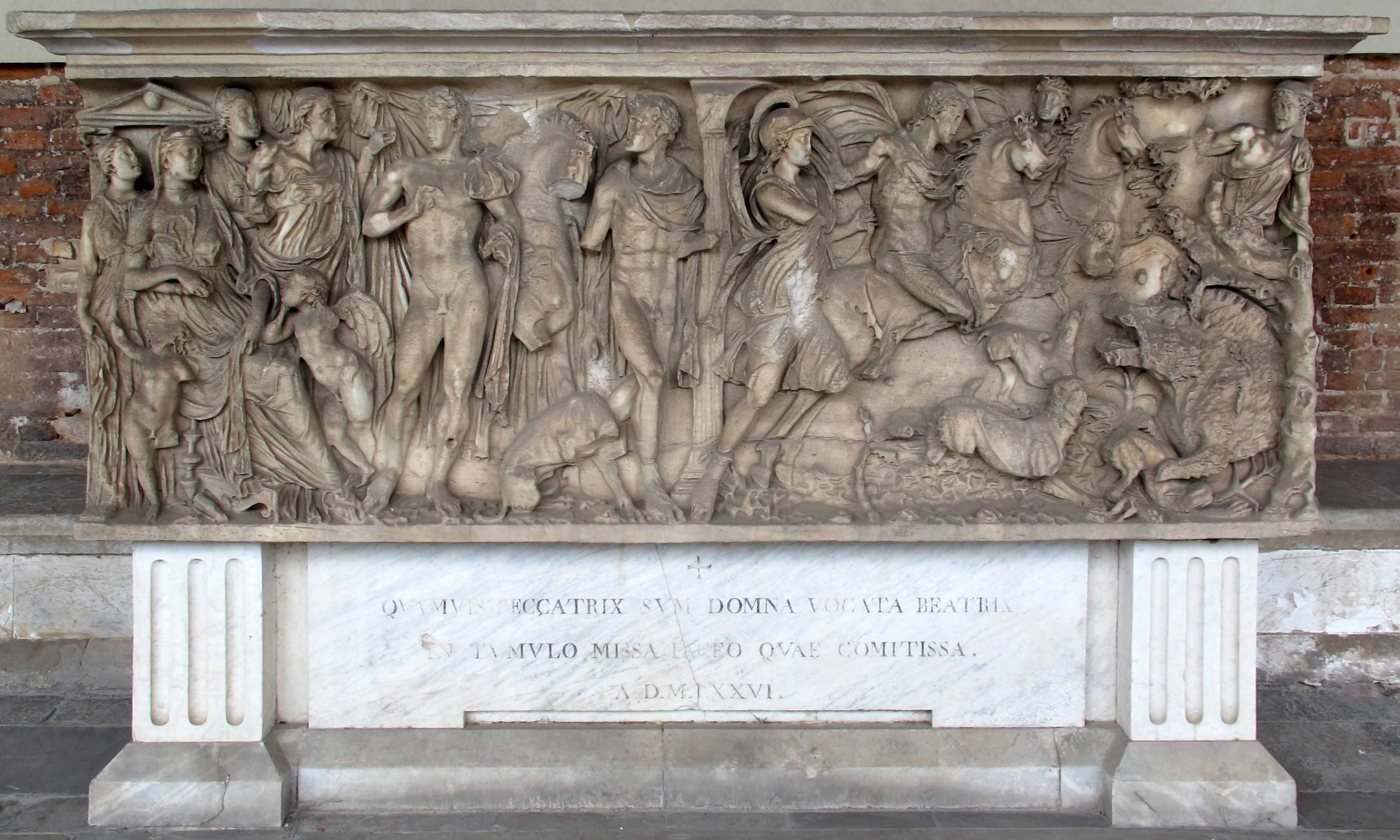
Sarcófago de Beatriz, em Campo Santo em Pisa.

Após a morte do seu enteado e genro, Godofredo IV da Baixa Lorena, a 27 de fevereiro de 1076, também ela falece, em Pisa, a 18 de abril de 1076, terminando desta forma a sua regência e deixando a filha, Matilde, à época com 30 anos, com o controlo absoluto sobre as terras do pai e a sua fortuna e como herdeira de Lorena.
Beatriz foi sepultada na Catedral de Pisa, num sarcófago ao estilo Romano Tardio, com relevos  que ilustram a história de Hipólito e Fedra. Atualmente este sarcófago encontra-se em Campo Santo na praça da catedral. A inscrição em redor do sarcófago diz o seguinte:
Quamvis peccatrix sum domna vocata Beatrix
In tumulo missa iaceo quæ comitissa
Quilibet ergo pater noster, det pro mea anima ter.
(“Apesar de pecadora, fui chamada de Senhora Beatriz. Encontro-me neste túmulo, eu que já fui condessa. Quem o desejar pode dizer três Pais Nossos pela minha alma.”)

## Casamento e descendência
Em 1037, em Morengo, Beatriz casou, por razões políticas, com Bonifácio IV da Toscana (985- 6 de maio de 1052), de quem teve:
- Beatriz (Antes de 1040 - 1052);
- Frederico (1040 - julho de 1055), sucedeu ao pai, porém como era menor de idade, governou sob a regência da mãe. Faleceu antes de atingir a maioridade.
- Matilde (março de 1046 - 24 de julho de 1115), sucedeu ao irmão, porém como era menor de idade, governou sob a regência da mãe. Aos 30 anos consegue independência total sobre o seu património. Envolveu-se ativamente na Questão das Investiduras, tomando o partido do Papa contra o Imperador. Foi uma das personagens mais marcantes da História de Itália.

Bonifácio faleceu assassinado a 6 de maio  de 1052. Como regente, para proteger o condado de ofensivas militares contra as quais não poderia batalhar, Beatriz casou-se pela segunda vez ,novamente por questões políticas, em 1053 ou 1054, em Mântua, com um primo, Godofredo III, Duque da Baixa Lorena (997-1069). Não houve qualquer descendência deste casamento.